# أمان أوفيدار (واكليم)
أمان أوفيدار هي إحدى مشيخات المملكة المغربية، تتبع جغرافيا لإقليم تنغير وإداريًا لواكليم. يقدر عدد سكانها بـ 1788 نسمة حسب الإحصاء الرسمي للسكان والسكنى لسنة 2004.